# Impianto EUREX
L'impianto EUREX (acronimo di Enriched Uranium Extraction) è un impianto nucleare italiano, situato nel Centro di ricerca Enea-Saluggia dell'omonima località (in provincia di Vercelli) e utilizzato in passato per la sperimentazione del riprocessamento del combustibile nucleare secondo il metodo PUREX.

## Storia
La costruzione dell'impianto Eurex è iniziata nel 1965. L'impianto è entrato in funzione nel 1970. ENEA, che è proprietaria del sito, vi svolgeva attività di ricerca sul riprocessamento del combustibile, un'operazione che permette, attraverso un adeguato trattamento, di separare e recuperare le materie che possono essere riutilizzate.
Le attività di riprocessamento sono state interrotte nel 1984. Da allora è stato garantito il mantenimento in sicurezza delle strutture e degli impianti a tutela della popolazione e dell'ambiente.
Nel 2003, SOGIN ha assunto la gestione dell'impianto con l'obiettivo di realizzarne il decommissioning.

## Decommissioning
Nel giugno 2008 SOGIN ha terminato le operazioni di svuotamento e bonifica della piscina, decisione presa ed avviata nel 2006 dalla Società. Nel 2010 è stata demolita la torre piezometrica ed è entrato in funzione il nuovo sistema di approvvigionamento idrico, con la chiusura e la definitiva dismissione dei vecchi pozzi.
Nell'ambito delle attività di gestione e messa in sicurezza dei rifiuti radioattivi, Sogin ha realizzato nel 2006 un nuovo parco serbatoi per i rifiuti liquidi a più alta attività, dove gli stessi sono stati trasferiti nel 2008, in attesa della loro cementazione all'interno dell'impianto Cemex.
Nel 2008, il Ministero dell'Ambiente e della Tutela del Territorio e del Mare, di concerto con il Ministero per i Beni e le Attività Culturali, ha emesso il decreto di compatibilità ambientale (VIA) per la realizzazione dell'Impianto Cemex che permetterà la cementazione e il successivo stoccaggio nell'annesso deposito, dei rifiuti liquidi radioattivi, in attesa del loro trasferimento al Deposito Nazionale.
I rifiuti radioattivi solidi sono stoccati nel sito in un deposito che risale agli anni settanta. Tale infrastruttura è ormai quasi piena e non più adeguata ai nuovi standard di sicurezza. Nel 2011 Sogin ha pertanto avviato i lavori per la costruzione di un deposito temporaneo, denominato D2, che garantirà la massima sicurezza nello stoccaggio temporaneo esclusivamente dei rifiuti radioattivi già presenti nel sito e di quelli che saranno prodotti dalle attività di bonifica ambientale dell'impianto, in vista del loro successivo trasferimento al Deposito Nazionale.
Al termine delle operazioni di bonifica e smantellamento dell'impianto e del conferimento dei rifiuti radioattivi al Deposito Nazionale, anche i depositi temporanei saranno smantellati.
Nel 2007, il combustibile contenuto nella piscina dell'impianto è stato trasferito nel vicino deposito Avogadro, in vista del suo allontanamento in Francia per il riprocessamento.
Nel febbraio 2011, sono iniziate le operazioni di trasferimento verso la Francia degli elementi di combustibile irraggiato per il loro riprocessamento.

### Progetto Complesso CEMEX
Il Complesso CEMEX (CEMentazione EUREX) ha la funzione di cementare, condizionare e poi stoccare in un annesso deposito temporaneo circa 260 metri cubi di rifiuti radioattivi liquidi presenti nel sito. Nel progetto del Complesso sono previsti: un impianto di processo per la cementazione dei rifiuti radioattivi liquidi e un deposito temporaneo (D3) per lo stoccaggio temporaneo dei manufatti finali, risultanti dalla cementazione. Questi manufatti saranno poi trasferiti nel Deposito Nazionale, una volta disponibile.
La capacità di stoccaggio del deposito D3 è di circa 600 metri cubi di rifiuti condizionati. Attualmente i rifiuti radioattivi liquidi sono stoccati, all'interno dell'Eurex, nel Nuovo Parco Serbatoi (NPS) realizzato da SOGIN nel 2006. Il trasferimento di questi liquidi radioattivi nel nuovo parco serbatoi è avvenuto nel periodo 2008 – 2009. Essi saranno condizionati tramite l’impianto di cementazione Cemex.
Nel settembre 2008 il progetto ha ottenuto parere favorevole alla procedura di Valutazione di Impatto Ambientale (VIA) dal Ministero dell'ambiente e della tutela del territorio e del mare, con Decreto di Compatibilità Ambientale DSA-DEC-2008-0000915 del 19/09/2008 con annesse prescrizioni da ottemperare nelle fasi di costruzione e di esercizio dello stesso. Il procedimento autorizzativo si è concluso nel 2010 con la pubblicazione sul sito internet del Ministero delle infrastrutture e dei trasporti del decreto di autorizzazione per la realizzazione del complesso Cemex. Il decreto è stato emesso al termine della Conferenza dei servizi, nel corso della quale è stata raggiunta l’intesa fra Stato e Regione Piemonte. Il 25 giugno 2015 Istituto superiore per la protezione e la ricerca ambientale (ISPRA) ha dato notizia dell’approvazione con prescrizioni del progetto per la realizzazione del Complesso, i cui lavori sono iniziati a luglio 2015 con la predisposizione delle facilities di cantiere previste dal Decreto VIA per garantire che non vi siano interferenze con l’ambiente circostante.
SOGIN ha avviato la procedura di gara per l’affidamento dei lavori che sono stati aggiudicati al Raggruppamento Temporaneo di Impresa con capofila Saipem S.p.A..
Dopo aver registrato ritardi nell’avanzamento dei lavori realizzativi, il Consiglio di Amministrazione di Sogin ha deciso di avvalersi delle clausole risolutive del contratto, comunicando successivamente questa decisione all’Appaltatore. Ciò ha comportato, in data 13 settembre, la risoluzione del contratto e poi la riconsegna delle opere e delle aree di cantiere. Il 22 febbraio 2018 Sogin ha depositato, presso la Sezione Specializzata per le Imprese del Tribunale Civile di Roma, la “Comparsa di costituzione e risposta con domanda riconvenzionale” di risarcimento dei danni derivanti dall'inadempimento del RTI per la mancata realizzazione del Complesso.
La Società è impegnata negli interventi di conservazione delle opere realizzate e nell'accelerare, compatibilmente con le norme vigenti, la ripresa dei lavori per il CEMEX.